# ツイン・シティ400

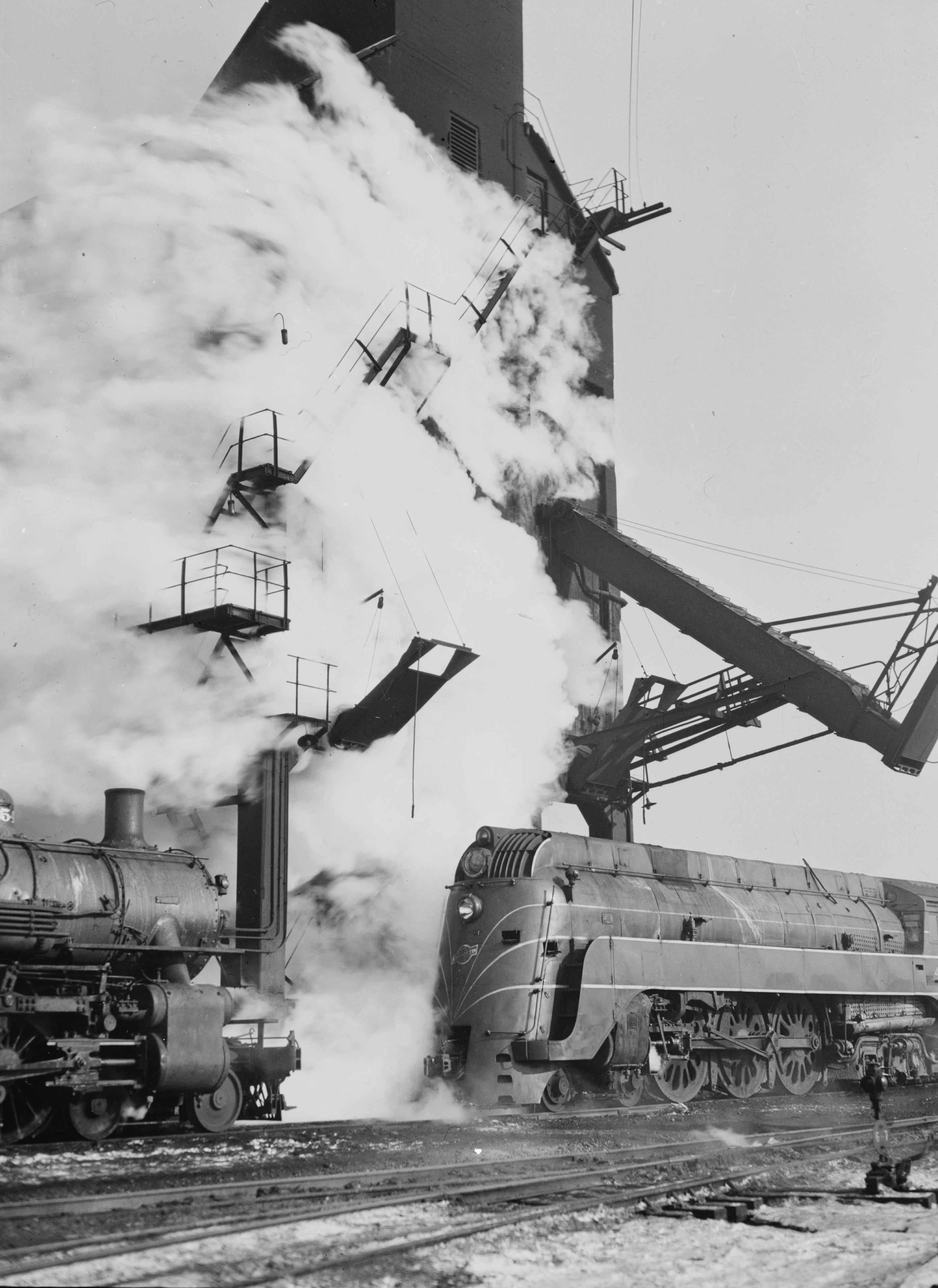
C&NW 400号蒸気機関車（右側、1942年）

ツイン・シティ400（Twin Cities 400）は、1935年から1963年までシカゴ・ノース・ウェスタン鉄道（Chicago and North Western Railway）が運行していた旅客列車。

## 概要
ツイン・シティ400は、1935年から1963年にかけてシカゴ・ノース・ウェスタン鉄道が、イリノイ州シカゴとミネソタ州ミネアポリス・セントポール間に運行した旅客列車。
運行開始当初、400マイルを400分で走行することで、「400」と命名された列車はアメリカ大陸で最高速の列車で、それは路線の改良と機関車の重油燃焼化・パワーアップ等により実現された。
その後ロチェスター400（Rochester 400）、ダコタ400（Dakota 400）等、他列車にも400の名が冠されるようになると、ツイン・シティ400に改称した。
1939年にはEMD E3A ディーゼル機関車2両一セットと軽量客車を導入し、車両の近代化を計かり、同じ区間を運行するシカゴ・バーリントン・クインシー鉄道 （Chicago, Burlington and Quincy Railroad、略称CBQ）のツイン・シティ・ゼファ（Twin Cities Zephyr）や、ミルウォーキー鉄道（Chicago, Milwaukee, St. Paul and Pacific Railroad、略称CMSP&P RR）のツイン・シティ・ハイアワサ（Twin Cities Hiawatha）と激しいサービス競争を展開したが、鉄道旅客の減少により1963年に運行を停止した。
シカゴ・ノース・ウェスタン鉄道の他の都市間列車も、1971年の アムトラックの発足に伴い運行を停止した。

## 歴史

### 年表
- 1935年 400運行開始
- 1939年 EMD E3A ディーゼル機関車・軽量客車を導入し、流線形化
- 1963年 ツイン・シティ400運行停止